# أشتون غوتس
أشتون غوتس (بالألمانية: Ashton Götz)‏ (16 يوليو 1993 ببيرمازنز في ألمانيا - ) هو لاعب كرة قدم ألماني في مركز الدفاع. لعب مع نادي هامبورغ ونادي هامبورغ 2 ‏.

## وصلات خارجية
- أشتون غوتس على موقع قاعدة بيانات كرة القدم.إي يو (الإنجليزية)
- أشتون غوتس على موقع بيانات كرة القدم. دي إي (الألمانية)
- أشتون غوتس على موقع Soccerway.com (الإنجليزية)
- أشتون غوتس على موقع عالم كرة القدم.نت (الإنجليزية)
- أشتون غوتس على موقع AS.com (الإسبانية)